# 池田利隆
池田利隆（日语：／ Ikeda Toshitaka，1584年10月10日—1616年7月26日）是日本安土桃山時代至江戶時代前期的武將、大名。播磨國姬路藩第2代藩主。岡山藩池田家宗家第2代。父親是池田輝政。

## 生平
在天正12年（1584年）9月7日於美濃國岐阜出生，家中長男。被允許羽柴氏。慶長5年（1600年）9月，在關原之戰中，與父親輝政一同加入東軍。慶長8年（1603年）2月，在異母弟忠繼被任命為備前國岡山藩藩主後，於3月進入岡山城，代替只有4歲的忠繼執政，以實質的岡山領主身份，負責藩政。慶長9年（1604年），在領內實行慶長檢地。另外，沒有進行兵農分離的政策，並廢止前岡山領主宇喜多秀家和小早川秀秋等人的夫役等，確立江戶時期近代的體制。
慶長10年（1605年），敘任從四位下侍從，兼任右衛門督（此時是豐臣姓）。同年，迎德川秀忠的養女鶴姬（榊原康政的女兒）為正室，加強與幕府的關係。慶長12年（1607年）6月2日，轉任武藏守，被賜予松平姓，改名為松平武藏守利隆。慶長18年（1613年）1月，因為父親輝政死去，在6月繼任家督。此時，把父親輝政的後室良正院的化粧料西播磨三郡（宍粟郡、佐用郡、赤穗郡）10萬石分與弟弟忠繼，姬路藩的所領變成42萬石（一說指這是幕府為了減弱池田氏的勢力而令其分散領地）。
慶長19年（1614年），在大坂之陣中，加入德川方，參加大坂冬之陣的前哨戰尼崎合戰（在此戰中，因為對片桐且元的助勢相當消極，激怒家康，不過因為堅守要衝尼崎，並在解釋後無事（『埋禮水』））。
元和2年（1616年）6月13日，在義弟京極高廣於京都四條的屋敷中病死。享年33歲。墓所在京都妙心寺的護國院、岡山縣和意谷池田家墓所、兵庫縣姬路市山野井的國清寺。家督由長男光政繼承。

## 外部連結
- 武家家伝＿池田氏 （页面存档备份，存于）